# Felip Marlot
Felip Marlot és un personatge de ficció de l'escriptor Joaquim Carbó. Batejat amb el nom de Felip Marlot en homenatge al cèlebre detectiu de la novel·la negra americana, Phil Marlowe. Felip Marlot és un detectiu privat, molt intuïtiu, tendre, senzill i amb molt sentit comú. Un antiheroi amb molts tics del seu creador. Una veu clara i crítica que esdevé portaveu de la consciència col·lectiva de la societat.

## Llibres
- En Felip Marlot, il·lustrat per Maria Rius, fou publicat l'any 1979 a Publicacions de l'Abadia de Montserrat. ISBN 978-84-7826-367-7
- Un altre Felip Marlot, si us plau!, il·lustrat per Maria Rius, fou publicat l'any 1983 a Publicacions de l'Abadia de Montserrat. ISBN 84-7202-556-X

- El rock d'en Felip Marlot, il·lustrat per Maria Rius, fou publicat l'any 1992 a Publicacions de l'Abadia de Montserrat. ISBN 978-84-7826-346-2
- Felip Marlot i les joies, il·lustrat per Pau Bassolí, fou publicat l'any 2004 a Editorial Barcanova. ISBN 978-84-489-1573-5
- Un dia en la vida d'en Felip Marlot, il·lustrat per Òscar Julve, fou publicat l'any 2011 a Editorial Barcanova. ISBN 978-84-489-2833-9
- Les vacances d'en Felip Marlot, il·lustrat per Òscar Julve, fou publicat l'any 2013 a Editorial Barcanova. ISBN 84-489-3132-7
- En Felip Marlot i les clavagueres[2], il·lustrat per Òscar Julve, fou publicat l'any 2016 a Editorial Barcanova. ISBN 978-84-489-4126-0

## Còmic
- Revista Cavall Fort, entre maig de 1988 i febrer de 1990 va sortir als números 619, 637, 638, 641/2, 645, 649/50, 656 i 662.[3]
- Felip Marlot, detectiu, il·lustrat per Francesc Infante, fou publicat l'any 1996 a Editorial Columna. ISBN 84-88151-02-0

## Curiositats
- En una de les històries del segon volum, Un altre Felip Marlot, si us plau!, apareix la diva Bianca Castafiore que reclama els seus serveis perquè té un terrible problema, ja que perd els veïns, l'un darrere l'altre, fins al punt que ara ja no en troba cap.[3]
- En el volum Les vacances d'en Felip Marlot, apareix l'autor amb el nom de Quimet Cartró que reconeix Felip Marlot, i el descriu com l'autor que en més d'una ocasió ha escrit una novel·la sobre alguna de les meves feines més important.
- El personatge d'en Felip Marlot apareixia breument a l'adaptació musical que la companyia Egos Teatre va fer d'un altre títol de Joaquim Carbó, La casa sota la sorra, i que s'estrenà el 2010 al Teatre Nacional de Catalunya.[4][5][6]